# Oficina del Enviado del Secretario General para la Juventud
El Enviado del Secretario General de las Naciones Unidas para la Juventud sirve como un defensor global para direccionar las necesidades de los jóvenes, así como para acercar a las Naciones Unidas a ellos. La Oficina del Enviado es parte del Secretariado de Naciones Unidas y apoya a múltiples partes interesadas en asociarse con el plan de trabajo a nivel sistema de Naciones Unidas para la juventud e iniciativas relacionadas con jóvenes voluntarios. La oficina también promueve el empoderamiento y fomento del liderazgo juvenil a nivel nacional, regional y global, incluyendo a través de la exploración y promoción de mecanismos para generar participación en el trabajo de las Naciones Unidas y en procesos políticos y económicos con un enfoque especial en la población marginalizada y la juventud vulnerable.

## Mandato
El Secretario General de las Naciones Unidas, Ban Ki-moon ha identificado el trabajo con y para los jóvenes como una de las prioridades más altas en su Plan de Acción a Cinco años. Para este fin, nombró a Ahmad Alhendawi, así como encargó al Programa de Voluntarios de Naciones Unidas para establecer el Programa de Voluntarios Jóvenes y la Red Inter-Agencias de Naciones Unidas para el Desarrollo de los Jóvenes creando así un Sistema Transversal de Acción en temas de Juventud.
El Enviado para la Juventud tiene como mandato la tarea de traer las voces los jóvenes al sistema de las Naciones Unidas. A su vez, trabaja con diferentes agencias de la ONU, gobiernos, sociedad civil, académicos y miembros de la prensa para mejorar, empoderar y fortalecer la posición de los jóvenes dentro y fuera del Sistema de las Naciones Unidas. El rol del Enviado para la Juventud también es descrito por el Secretario General de la ONU como un "armonizador entre agencias" que las reúne para que exploren oportunidades de trabajo cooperativo con y para la juventud.

## Plan de Trabajo
La Oficina del Enviado del Secretario General para la Juventud responde al Plan de Acción de Cinco Años del Secretario General, y está guiado por el Programa de Acción para la Juventud. El plan marca cuatro áreas prioritarias; Participación, Defensa y Representación, Asociaciones y Armonización. Además, el enfoque de la Oficina del Enviado está centrado en temas como empleo y compromiso cívico mientras asegura la integración de una perspectiva de género a través de todas las áreas de trabajo.En paralelo, la Oficina del Enviado del Secretario General para la Juventud apoya la Iniciativa de Educación Primero y las actividades relacionas con juventud y educación.
Bajo cada área prioritaria del plan de trabajo, la Oficina del Enviado del Secretario General para la Juventud ha marcado una serie de metas y acciones para alcanzarlas.
Primeramente, en relación con el área prioritaria de Participación, la meta principal es incrementar el acceso juvenil a la ONU a través de la promoción de mecanismos estructurados. Para alcanzar este fin, esta oficina está promoviendo el establecimiento del Panel de la ONU para la Juventud. Simultáneamente está apoyando la primera serie de Foros Juveniles Regionales del Comité Económico y Social y el Foro Global Juvenil de ECOSOC. Adicionalmente, el Enviado para la Juventud trabaja en alentar a los Coordinadores Residentes y a los Equipos de cada país para establecer Grupos Juveniles Nacionales de Consulta con la finalidad de enlazar a la juventud en preparación del Marco de Asistencia para el Desarrollo de Naciones Unidas. La Oficina del Enviado del Secretario General para la Juventud a los gobiernos a participar en el Programa de Delegados Juveniles de la ONU. La Oficina del Enviado también promueve el apoyo a la modalidad para Jóvenes del programa de Voluntarios de Naciones Unidas. La Oficina del Enviado también trabaja en la creación y mantenimiento de diversos canales de comunicación entre organizaciones lideradas por jóvenes y la Organización de las Naciones Unidas, así como para mejorar el acceso a la información relacionada con juventud y la ONU.
Como segundo punto bajo el área prioritaria de Defensa y Representación, la Oficina del Enviado del Secretario General para la Juventud promueve una participación más fuerte al crear, implementar y evaluar las distintas campañas para el desarrollo y para incrementar la atención de asuntos juveniles en general. El Enviado se ha comprometido a advocar por una Agenda Post-2015 que sea amigable con los jóvenes, y está utilizando varias plataformas para promover una agenda representativa de los jóvenes en el nivel nacional, regional e internacional. Adicionalmente, la Oficina del Enviado para la Juventud ha lanzado tanto herramientas tradicionales como innovadoras para promover el incremento de la participación de los jóvenes con un fuerte énfasis en la juventud marginada, mujeres jóvenes y niñas.
La tercera área prioritaria son las Asociaciones estratégicas. Para este punto, la Oficina del Enviado del Secretario General para la Juventud se reúne constantemente con Estados miembros, el sector privado, instituciones académicas, prensa y sociedad civil, incluyendo organizaciones dirigidas por jóvenes del programa de la ONU así como facilita asociaciones con socios múltiples en temas relacionados con la juventud. La oficina del Enviado del Secretario General para la Juventud se coordina de manera cercana con Estados miembros para promover el apoyo en asuntos juveniles y fortalecer una perspectiva juvenil en resoluciones importantes. La Oficina del Enviado también apoya la investigación científica relacionada con asuntos de la juventud, la promoción de relaciones entre organizaciones juveniles y trabaja para construir una coalición global para los derechos de los jóvenes.
El cuarto punto refiera a armonizar los proyectos de la juventud. La Oficina del Enviado del Secretario General para la Juventud trabaja como un catalizador que mejora la coordinación y armoniza los programas juveniles entre las agencias de la ONU. Las acciones hacia esta prioridad incluyen la promoción del Programa Mundial de Acción por la Juventud, trabajar de manera cercana con la Red Inter-Agencias de la ONU para el Desarrollo de la Juventud y el apoyo para el establecimiento de la Red de Inter-Agencias en el nivel nacional y regional. Además, la Oficina del Enviado apoya la implementación del Sistema Amplio del Plan de Acción para Juventud y mejora la comunicación y el flujo de información entre las agencias de la ONU y la juventud.